# Erigone ostiaria
Erigone ostiaria là một loài nhện trong họ Linyphiidae.
Loài này thuộc chi Erigone. Erigone ostiaria được Crosby & Bishop miêu tả năm 1928.